# Saint-Cyran-du-Jambot
Saint-Cyran-du-Jambot ist eine französische Gemeinde mit 171 Einwohnern (Stand: 1. Januar 2022). Sie gehört zur Region Centre-Val de Loire, zum Département Indre, zum Arrondissement Châteauroux und zum Kanton Buzançais.

## Geographie
Saint-Cyran-du-Jambot liegt etwa 52 Kilometer westnordwestlich von Châteauroux. Die Indre begrenzt die Gemeinde im Südwesten.
Die Gemeinde grenzt im Norden an Saint-Hippolyte, im Nordosten an Loché-sur-Indrois, im Süden und Osten an Châtillon-sur-Indre sowie im Westen an Fléré-la-Rivière.

## Bevölkerungsentwicklung
| Jahr                       | 1962 | 1968 | 1975 | 1982 | 1990 | 1999 | 2006 | 2018 |
| -------------------------- | ---- | ---- | ---- | ---- | ---- | ---- | ---- | ---- |
| Einwohner                  | 398  | 319  | 260  | 232  | 208  | 182  | 226  | 192  |
| Quellen: Cassini und INSEE |      |      |      |      |      |      |      |      |

## Sehenswürdigkeiten
- Kirche Saint-Cyran
- Schloss Saint-Cyran aus dem 19. Jahrhundert

## Persönlichkeiten
- Emmanuel Drake del Castillo (1855–1904), Botaniker